# Continentale unie

Een kaart van 3 continentale unies anno 2008:
Europese Unie
Afrikaanse Unie
Unie van Zuid-Amerikaanse Naties (is sindsdien opgeslitst)

Een continentale unie is een intergouvernementele of supranationale politieke unie met als lidstaten landen die (ongeveer) overeenkomen met een continent.

## Huidige continentale unies
- Afrikaanse Unie (AU). De Afrikaanse Unie bevat alle Afrikaanse landen.[1]
- Europese Unie (EU). De Europese Unie bevat 27 Europese landen.

## Voormalige continentale unies
- Unie van Zuid-Amerikaanse Naties (UZAN). De Unie van Zuid-Amerikaanse Naties bevatte voor 2018 alle landen van Zuid-Amerika, behalve Frans-Guyana, dat een Frans overzees departement is. Hedendaags is de UZAN slechts een schijnvertoning van een "unie".  Door regionale politiek en te midden van verontrusting door Venezuela's  Nicolas Maduro hebben sinds 2018 8 landen de Unie verlaten. In 2019 werd de PROSUR opgericht als nieuwe groep van Zuid-Amerikaanse landen.  Tot op heden is de UZAN de facto ontbonden doordat haar hoofdkwartier in Quito is gesloten.

## Transcontinentale unies
- Euraziatische Economische Unie: De Eurazatische Economische Unie was opgericht in 2015 bestaande uit: Armenië, Rusland, Kazakhstan, Kyrgyzstan en Rusland. De unie is dus een transcontinentale unie met leden van Europa en Azië. Alle landen waren voormalige landen onder de Sovjet-Unie.Euraziatische Economische Unie

Euraziatische Economische Unie

## Voorgestelde continentale unies
- Aziatische Unie: sommigen zien de Asia Cooperation Dialogue als de voorloper van deze voorgestelde unie.
- Noord-Amerikaanse Unie
- Pacifische Unie: er gaan stemmen op in het Pacific Islands Forum om over te gaan naar zo'n unie.